# Saudareos
Saudareos este un gen de păsări din subfamilia Loriinae din familia papagalilor estici (Psittaculidae).

## Taxonomie
Genul Saudareos a fost introdus în 2020, specia tip fiind Saudareos ornata. Numele genului combină limba indoneziană saudara care înseamnă „soră” cu numele genului Eos, acest grup fiind un taxon-soră cu genul Eos. Genul conține trei specii care au fost anterior atribuite lui Trichoglossus și una care a fost atribuită lui Psitteuteles. Genul conține următoarele cinci specii:
- Saudareos johnstoniae (Hartert, 1903)
- Saudareos flavoviridis (Wallace, 1863)
- Saudareos meyeri (Walden, 1871)
- Saudareos ornata (Linnaeus, 1758)
- Saudareos iris (Temminck, 1835)